# Сива чучулига
Сивата чучулига (Calandrella rufescens) е по-дребен представител на семейство Чучулигови (Alaudidae). Окраската и е сходна с тази на другите Чучулиги, маскировъчна окраска с фини шарки от жълто, кафяво и черно. Няма изразен полов диморфизъм. Придвижва се подобно на дугите видове с ходене, а не с подскоци.

## Разпространение
Среща се южна Европа, южна Азия и северна Африка. Популациите населяващи области с по-студен климат са прелетни. Вида е рядък в северна и западна Европа. Среща се и в България. Обитава открити и още по-сухи отколкото другите Чучулиги области.

## Начин на живот и хранене
Води наземен начин на живот. Храни се предимно с насекоми.

## Размножаване
Гнезди направо на земята. Снася 2–3 напръскани с кафяви и сиви петънца яйца. Малките се излюпват покрити с рядък пух. Родителите им ги хранят с насекоми. След около 10 дни напускат гнездото.

## Допълнителни сведения
В България е защитен вид.